# Divisió de Jabalpur
La divisió de Jabalpur o Jubbulpore és una entitat administrativa de l'estat de Madhya Pradesh amb capital a Jabalpur. Està formada pels districtes de Balaghat, Chhindwara, Jabalpur, Katni, Mandla, Narsinghpur i Seoni. Sota dominis britànic era una de les quatre divisions de les Províncies Centrals i la formaven cinc districtes: Sagar o Saugor, Damoh, Jabalpur, Mandla i Seoni. La superfície aleshores era de 48.401 km² i tenia 11 ciutats i 8501 pobles, amb una població el 1881 de 2.201.633 habitants, el 75% hindús, 4% musulmans, animistes 18% i 3% altres.